# آفا ميشيل
آفا ميشيل (بالإنجليزية: Ava Michelle)‏ هي ممثلة أمريكية، ولدت في 10 أبريل 2002 في فنتون في الولايات المتحدة.

## وصلات خارجية
- آفا ميشيل على موقع IMDb (الإنجليزية)
- آفا ميشيل على موقع قاعدة بيانات الفيلم (الإنجليزية)